# Jackie Willmott
Jacquelene Jackie Willmott (Reino Unido, 19 de marzo de 1965) es una deportista que compitió en natación.
Ganó dos medallas en el Campeonato Europeo de Natación del año 1981 y fue subcampeona mundial en el año 1982.

## Palmarés internacional
| Campeonato Mundial | Campeonato Mundial  | Campeonato Mundial | Campeonato Mundial |
| Año                | Lugar               | Medalla            | Prueba             |
| ------------------ | ------------------- | ------------------ | ------------------ |
| 1982               | Guayaquil (Ecuador) | Medalla de plata   | 800 m libre        |
| Campeonato Europeo |                     |                    |                    |
| Año                | Lugar               | Medalla            | Prueba             |
| 1981               | Split (Yugoslavia)  | Medalla de bronce  | 400 m libre        |
| 1981               | Split (Yugoslavia)  | Medalla de bronce  | 800 m libre        |